# Borchert Field
Pour les articles homonymes, voir Athletic Park et Borchert.
 (mars 2025).
Le Borchert Field est un ancien stade de baseball de la ville de Milwaukee, dans l'État du Wisconsin, aux États-Unis. Inauguré en 1888 sous le nom d'Athletic Park, il a été le domicile de plusieurs clubs de baseball professionnels, dont le club de ligue mineure des Brewers de Milwaukee. Le stade, d'une capacité de 13000 places, n'a jamais été assez grand pour attirer un club des ligues majeures de baseball. La construction du Milwaukee County Stadium au début des années 1950, en vue d'accueillir la franchise de baseball majeur des Braves de Milwaukee, entraîne sa démolition en 1953.
Il est construit en 1888 pour remplacer le Wright Street Grounds (en). Il accueille de 1888 à 1894 les Creams de Milwaukee de la Western League.